# Chibi-Robo! Zip Lash
Chibi-Robo! Zip Lash (なげなわアクション！ ぐるぐる！ ちびロボ！?, Nagenawa Akushon! Guruguru! Chibi-Robo!, lett. "Azione col lazo! Gira gira! Chibi-Robo!") è un videogioco a piattaforme a scorrimento laterale del 2015 sviluppato da Skip Ltd. e Vanpool e pubblicato da Nintendo per Nintendo 3DS. È il quinto capitolo della serie Chibi-Robo! e il secondo titolo Chibi-Robo! per 3DS dopo Chibi-Robo! Let's Go, Photo! (2014). Il giocatore controlla il personaggio Chibi-Robo, un robot che ha il compito di vagare per il mondo e difendere le risorse naturali da una flotta di alieni invasori. Chibi-Robo è dotato di un cavo e di una spina con cui può attaccare i nemici e raggiungere luoghi inaccessibili. Durante i livelli, il giocatore può trovare degli snack collezionabili basati su marchi del mondo reale.
Il titolo si è rivelato un fallimento commerciale e ha ricevuto recensioni contrastanti dalla critica: elogi per la grafica e il sonoro ma critiche per il level design, i controlli e le meccaniche di gioco.

## Modalità di gioco

Chibi-Robo nel primo livello del primo mondo del gioco, Oceania, si prepara a lanciare la sua spina contro un nemico di fronte a lui, facendola roteare

A differenza dei primi tre giochi della serie che seguivano lo schema dei videogiochi d'avventura, Chibi-Robo! Zip Lash è un platform a scorrimento laterale. Il giocatore prende il controllo del robot Chibi-Robo con l'obiettivo di raggiungere la fine del livello, simboleggiata da un UFO. Chibi-Robo ha una corda con una spina che può essere utilizzata come frusta per afferrare superfici e oggetti o per attaccare i nemici. Attaccando la spina a superfici arancioni su pareti e soffitti, Chibi può oscillare o afferrare il suo cavo per raggiungere luoghi inaccessibili. L'altra funzione principale del cavo è lo Zip Lash, con il quale Chibi-Robo carica e rilascia il cavo facendolo rimbalzare sulle pareti, può essere usato per risolvere enigmi e raggiungere luoghi alti e inaccessibili.
In ogni livello, il giocatore può raccogliere delle "sfere di potenziamento", che prolungano il cavo durante lo svolgimento del livello. una volta terminato, la lunghezza del cavo viene ripristinata. Durante il gioco, la durata della batteria di Chibi-Robo si esaurisce, costringendo il giocatore a riavviare il livello se raggiunge lo 0. Il giocatore deve, quindi, ricaricare la batteria utilizzando le prese di corrente sparse per i livelli. 

### Abilità
Oltre alle prese standard, alcuni livelli includono prese che conferiscono a Chibi-Robo delle abilità elementali. Le prese rosse permettono a Chibi-Robo di sciogliere ostacoli e nemici con il fuoco e le prese blu permettono di congelare i nemici o l'acqua. Altri livelli garantiscono a Chibi-Robo l'accesso a veicoli che il giocatore può controllare attraverso una vasta sezione automatizzata di livelli, come un wakeboard, uno skateboard e un sottomarino. Per aiutare Chibi-Robo quando è in difficoltà, il giocatore può acquistare una batteria di riserva che ricarica la batteria del giocatore e un razzo di emergenza che può salvare il giocatore da un pozzo. Questi oggetti vengono attivati automaticamente e possono essere acquistati nella Chibi-Casa o nei distributori automatici presenti all'interno dei livelli. L'amiibo di Chibi-Robo può essere utilizzato in qualsiasi livello che garantisce al giocatore "Super Chibi-Robo", una versione potenziata di Chibi-Robo che ha una maggiore durata della batteria e la massima lunghezza del cavo.

### Ambientazione e collezionabili
In Zip Lash, il giocatore attraversa sette mondi che rappresentano l'Oceania, il Nordafrica, i Caraibi, l'Europa, il Nord America, il Polo Sud e l'Asia. Ogni mondo, esclusa l'Asia, contiene sei livelli e una boss fight. Raccogliendo i rifiuti che appaiono nei livelli e riportandoli alla Chibi-Casa, il giocatore può convertire i rifiuti in watt, che possono alimentare le prese elettriche nei livelli.
La valuta di gioco consiste in piccole monete d'oro chiamate Moolah. I livelli contengono oggetti collezionabili: i Chibi-Tots, le grandi monete e snack che assomigliano a marchi del mondo reale come i Mikado e le Mentos. Gli snack possono essere scambiati per dei costumi quando il giocatore interagisce con un giocattolo, uno dei quali appare in ogni mondo.

## Sviluppo

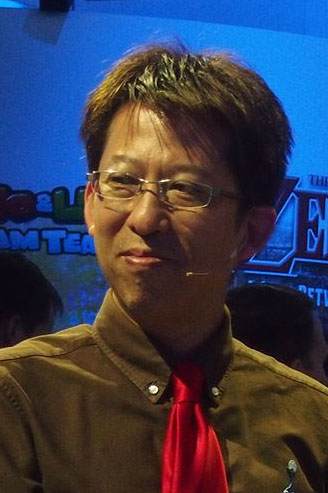
Kensuke Tanabe, produttore della serie Chibi-Robo!

Chibi-Robo! Zip Lash, il quinto gioco della serie Chibi-Robo, è stato sviluppato da Skip Ltd. con l'aiuto di Vanpool, Inc. I produttori della serie Kensuke Tanabe, Hiroshi Suzuki e il nuovo arrivato della serie Taro Kudo hanno prodotto Zip Lash,  mentre Keita Eto di Skip Ltd. e Jun Tsuda di Vanpool, hanno diretto il gioco. Tsuda aveva lavorato con Tanabe su Paper Mario: Sticker Star.
A seguito dell'incapacità di raggiungere un pubblico più ampio con i precedenti giochi di Chibi-Robo!, agli sviluppatori è stato chiesto di creare un nuovo gioco che potesse rendere la serie più popolare negli Stati Uniti. Durante sedute di brainstorming con Skip Ltd., agli sviluppatori è stato chiesto di concentrarsi sul gameplay d'azione, suggerendo di "prendere il suo cavo e muoverlo sopra la sua testa". Gli sviluppatori non volevano che il gameplay ruotasse attorno al salto, come fa la serie di Super Mario, e hanno, quindi, optato sulle meccaniche della spina del design di Chibi-Robo. Per attrarre un pubblico più ampio, gli sviluppatori hanno deciso di passare dal gameplay 3D a quello 2D. Tabata ha dichiarato a USGamer che il gameplay 3D sarebbe stato più complesso e volevano che il gameplay fosse accessibile a un pubblico più giovane. In un intervista con Nintendo World Report all'E3 2015, Tanabe ha affermato di aver preso spunto da altri giochi platform come la serie Donkey Kong. Tabata ha anche affermato che Donkey Kong Country Returns e Tropical Freeze sono stati utilizzati per influenzare il movimento della telecamera nei livelli di Zip Lash.

## Accoglienza
| Testata                              | Giudizio                                         |
| ------------------------------------ | ------------------------------------------------ |
| Metacritic (media al 13 agosto 2025) | 59/100                                           |
| OpenCritic (media al 13 agosto 2025) | 63/100 e 12% raccomandato dalla critica generale |
| Everyeye.it                          | 6,4/10                                           |
| Famitsū                              | 31/40                                            |
| Multiplayer.it                       | 6,5/10                                           |
| Nintendo Life                        | 6/10                                             |

Secondo il sito web Metacritic, Chibi-Robo! Zip Lash ha ricevuto "recensioni contrastanti"; Metacritic lo ha valutato 59/100 sulla base di 50 recensioni. La maggior parte dei critici ha trovato il gioco deludente e dimenticabile. Nintendo Life ha descritto il gioco come "divertente ma poco emozionante".
Le opinioni dei critici sulle meccaniche di gioco sono state contrastanti. Alcuni recensori hanno affermato che la meccanica di Zip Lash fosse una buona idea e che avrebbe funzionato bene nella maggior parte dei livelli. Altri, invece, hanno sostenuto che i controlli fossero scadenti, poco reattivi e lenti.
I critici hanno anche contestato i livelli, affermando che, pur avendo uno stile unico, risultano generici e ripetitivi, rendendo il gioco facilmente dimenticabile. Inoltre, molti hanno sottolineato che la difficoltà dei livelli non fosse omogenea.